# Kertekalatt
A Kertekalatt 2020-ban tűnt fel a magyar zenei élet színterén. A debreceni gyökerekkel rendelkező banda öt fiatalból áll, akik az utóbbi években leginkább Budapesten alkotnak és lépnek fel. A zenekar az elmúlt években számos klub- és fesztiválfellépéssel, valamint egy bemutatkozó nagylemezzel bővítette repertoárját. 2025-ben új középlemezzel jelentkeztek, amely zeneileg új irányokat is megmutat, miközben megmaradnak a könnyen befogadható, mégis igényes hangszeres megszólalásnál.

## Történet
A Kertekalatt már első megjelenéseivel felkeltette a szakma figyelmét: a Hangfoglaló Program Induló Előadói Alprogramjának támogatottjai közé kerültek, ami lehetővé tette számukra, hogy professzionális körülmények között dolgozzanak debütáló dalaikon. A zenekar korai munkáira a személyes élmények ihlette, pozitív hangvételű dalszövegek és lendületes hangszerelés volt jellemző.

### 2022 – Bemutatkozó nagylemez - Újidők
2022-ben jelent meg bemutatkozó albuma, amelyben a hallgatók az élet apró örömeiről, a felnőtté válás nehézségeiről és a barátság erejéről szóló dalokat ismerhettek meg. A lemez fő üzenete az életigenlés és az érzelmek vállalása volt – egyaránt reflektálva a fiatal generáció érzékenységére és lendületességére.

### 2025 – RÉM
A 2025-ben megjelenő RÉM a korábbiaktól eltérő zenei világot mutat be. Bár a dalok hangulatilag és stílusukban kísérletezőbbek, a zenekar továbbra is megtartotta könnyen befogadható, energikus hangszerelését. A zene középpontjában továbbra is az élő hangszerek és a koherens dalszerkesztés áll.

## Stílus és hatás
A Kertekalatt zenéje egyedi elegye a pop, rock és folk műfajoknak. Dalaik középpontjában az emberi kapcsolatok, hétköznapi helyzetek és érzelmek állnak, mindezt játékos, mégis átgondolt dalszövegekkel kifejezve. Élő koncertjeiket a közvetlenség, az interakció és a felszabadultság jellemzi – közönségük gyakran visszatérő vendégként követi őket fesztiválokon és klubkoncerteken egyaránt.

## Kiadó
A zenekar kiadója a Bloomtone Music Hungary Kft., amely a hazai feltörekvő előadók támogatását és nemzetközi piacra segítését tűzte ki célul. A Bloomtone nemcsak disztribúciós és marketing háttérrel, hanem professzionális stratégiai támogatással is segíti a zenekar munkáját.

## Diszkográfia

### Nagylemezek
- Újidők (2022) – Debütáló album  Kiemelt dal: „Gajra”

### Középlemezek (EP-k)
- „RÉM” (2025)

### Kislemezek
- „Május” (2020)
- „A Világ tetején” (2020)
- „Sárga Fecske” (2020)
- „Panoráma” (2020)
- „Akkor még nem tudtam” (2021)
- „Blöff - SoundCam Live Session” (2022)
- „RÉM Akusztik” (2024)

## Érdekességek
A zenekar egyik védjegye, hogy sajátos humorral és öniróniával viszonyulnak a magyar zenei szcénához és saját magukhoz is.